# Poutre de gloire
Une poutre de gloire, tref ou perque (du latin ecclésiastique trabes doxalis, « poutre de gloire ») est une poutre peinte, sculptée ou orfévrée, placée transversalement entre les sommiers d'un arc triomphal (arc de maçonnerie séparant la nef et le chœur d'une église), à l'entrée du transept ou à l'orée de l'abside.

## Description
La poutre de gloire est ainsi désignée parce qu'elle porte toujours en son centre un crucifix, accompagné ou non de statues ou d'ornements en lien avec la Crucifixion (Marie et saint Jean, instruments de la Passion). La poutre peut avoir diverses formes et ornementations : simple poutre rectiligne, ou présentant des courbes et contre-courbes comme à l'époque baroque. Dessus pouvaient être disposés des reliquaires ou suspendus divers objets sacrés (châsses, sachets de reliques). 
Cet ensemble pouvait être également doublé de poutres sur lesquelles étaient fixés des luminaires (chandeliers, pointes porte-cierges).
Cette poutre porte plus rarement le nom de trabe ou tref (terme du XVe siècle).
C’était à la trabe que, pendant la semaine sainte, on suspendait le voile funèbre qui cachait l’autel et le sanctuaire. 

## Histoire
La poutre de gloire est en partie à l'origine du jubé. L’usage des trabes est antérieur à celui des jubés et date des premiers temps du christianisme. Quand elle était d'une assez grande longueur, à partir du XIIe siècle, on la fit reposer sur des piliers ou des colonnes, qui en vinrent à constituer une nette séparation entre la nef réservée aux fidèles, et le chœur où officiaient les prêtres.
Après le concile de Trente, et surtout à partir du XIXe siècle, on a progressivement supprimé les jubés. Les poutres de gloire n'ont donc souvent subsisté que dans des petites églises. À Tréméven, près de Quimperlé, la poutre en bois fut remplacée au XIXe siècle par une structure en fonte sur laquelle on replaça les sculptures en bois.

## Localisation
En Allemagne et en Suède, on trouve des « croix triomphales » de grandes dimensions (de:Triumphkreuz). Celle de la Collégiale de San Candido (Innichen en allemand) en Italie porte un crucifix en bois polychrome au format impressionnant (250 × 198 cm). Celle de l'église de Kaysersberg comporte un Christ en croix de 4,10 m de haut. Les deux sont de type Christ triomphant.

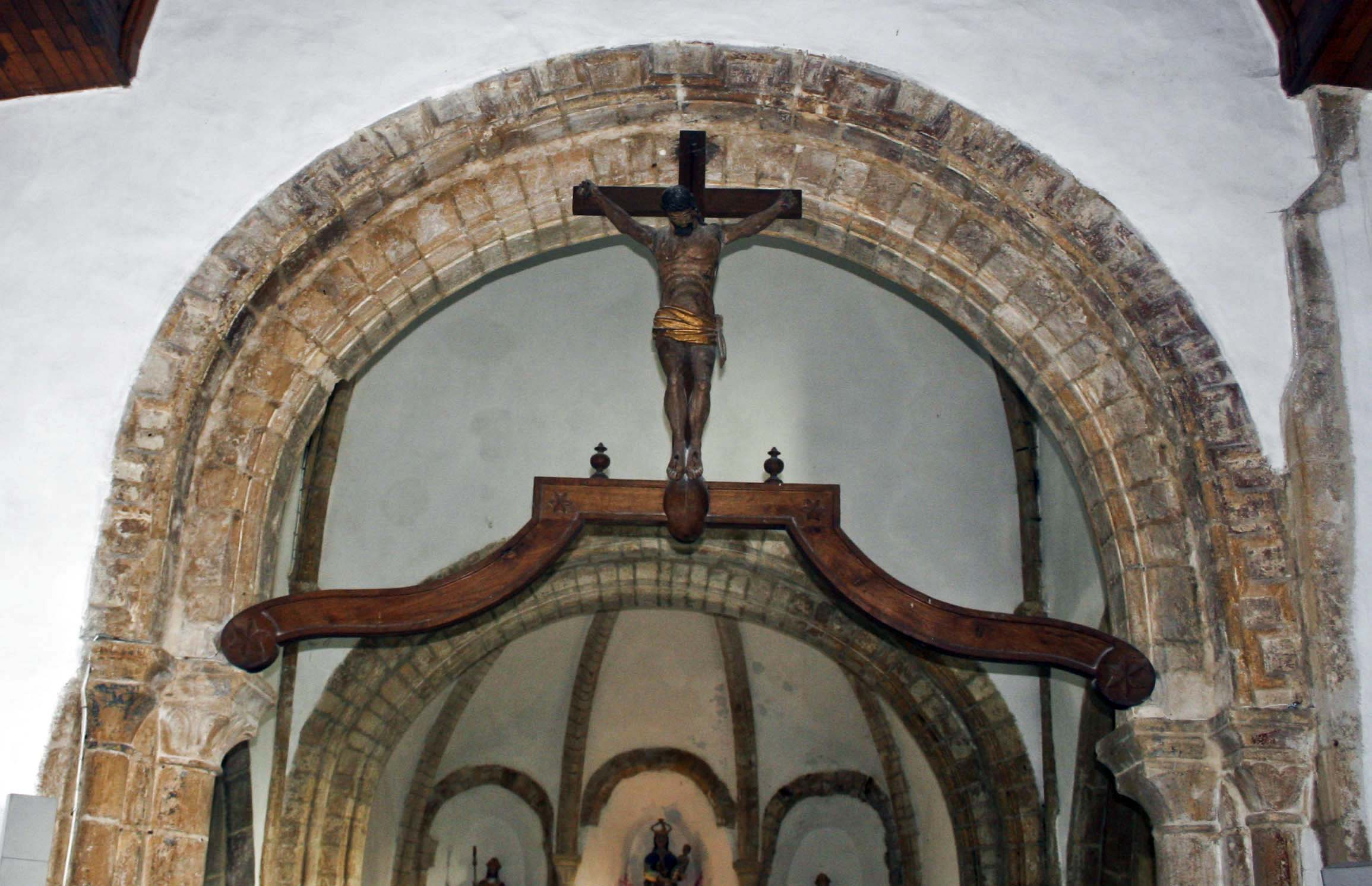
Église de Jobourg, XIe siècle Manche.
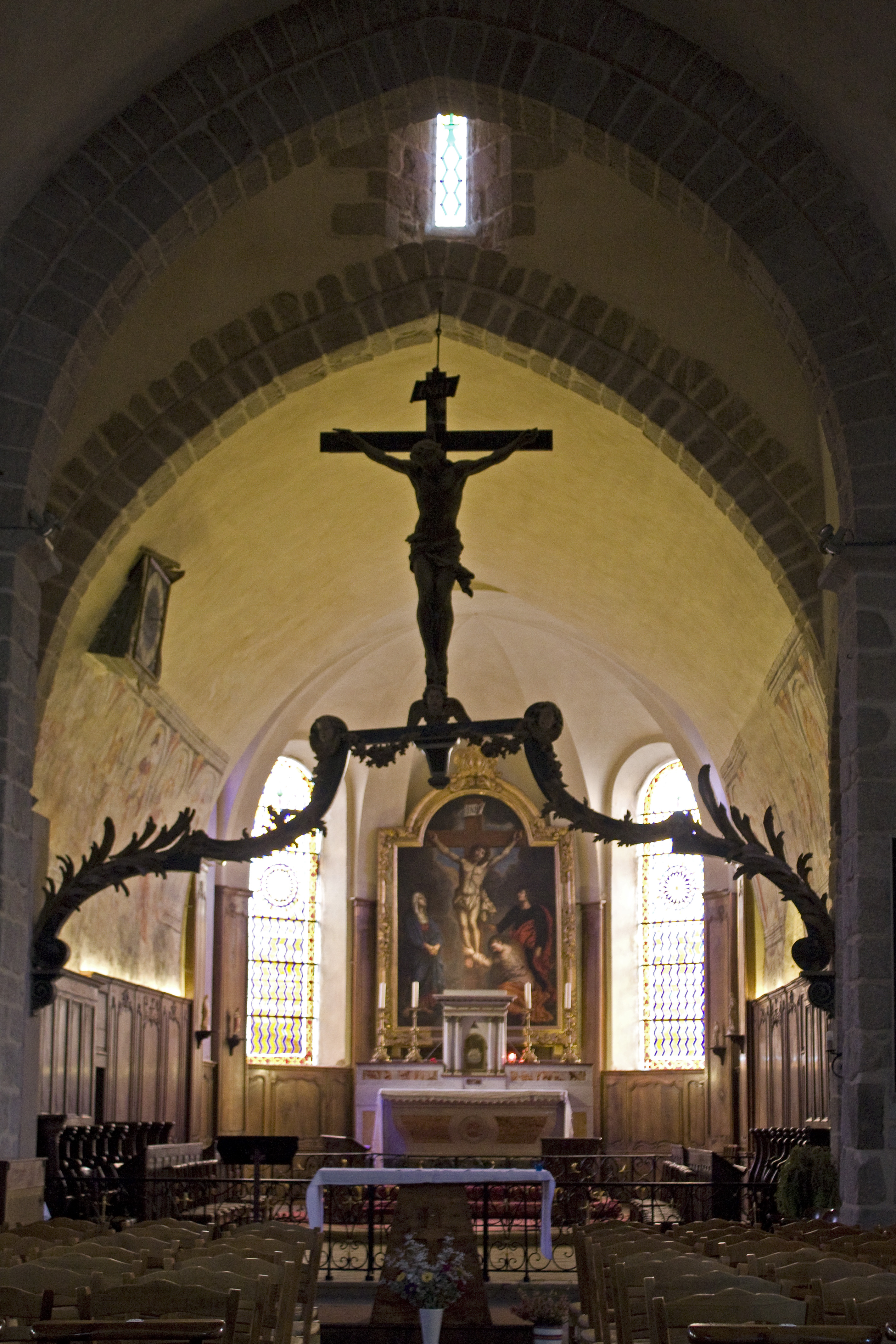
Église de Saint-Haon-le-Châtel XIIe siècle, (Loire) chemin de Cluny.
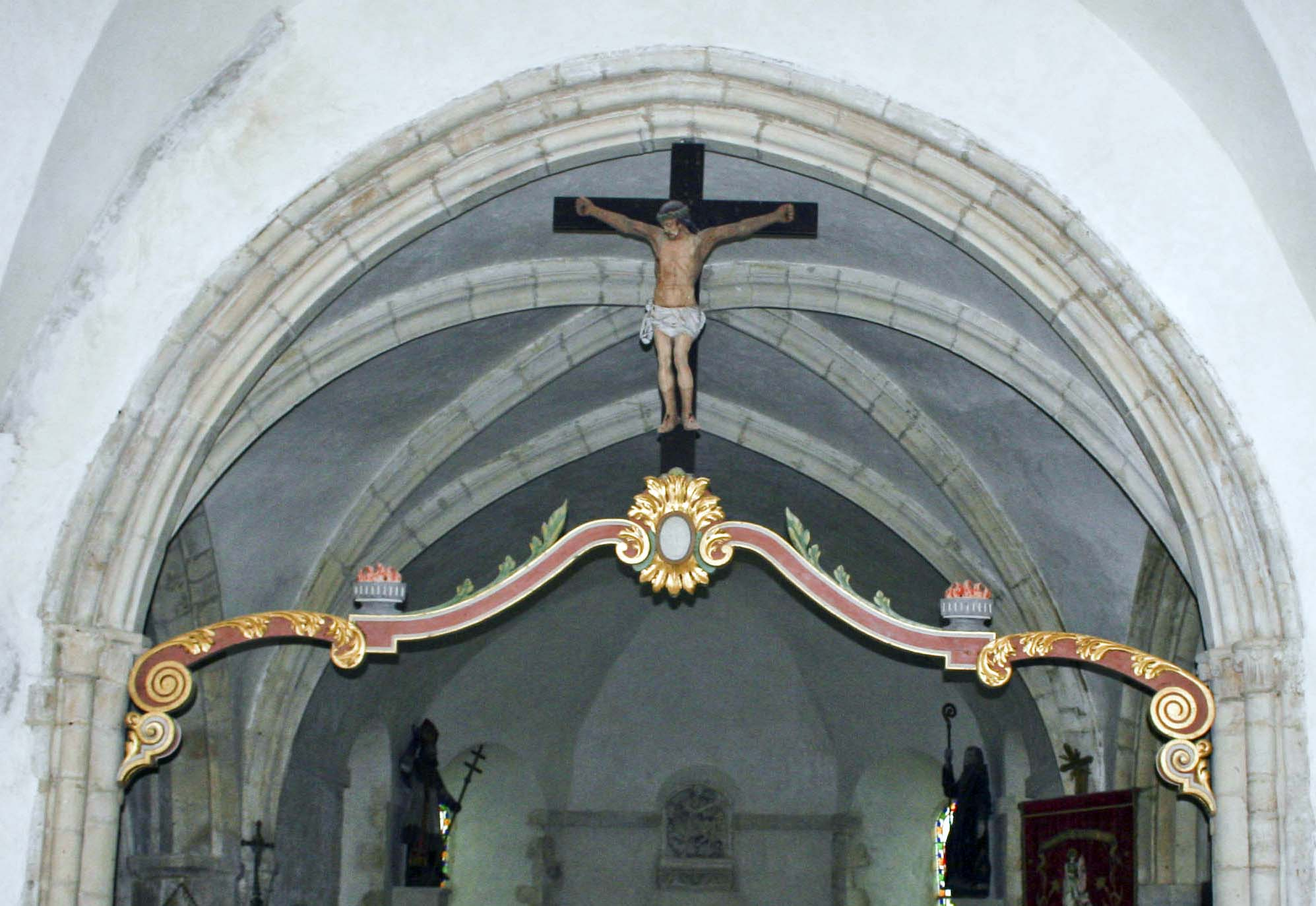
Église d'Omonville-la-Petite XIVe siècle, Manche.
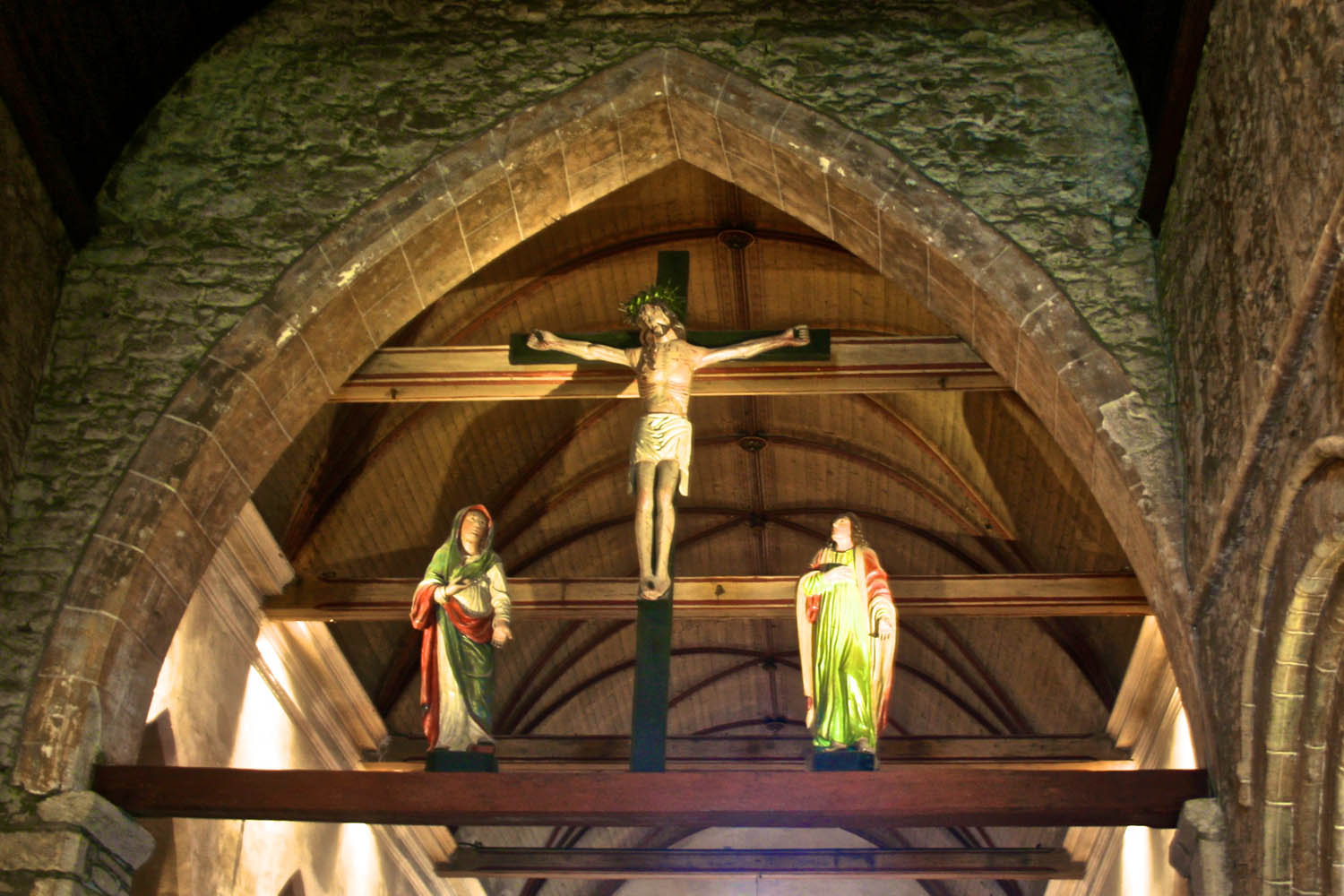
Église Saint-Jacques de Perros-Guirec XVe siècle, Côtes-d'Armor.
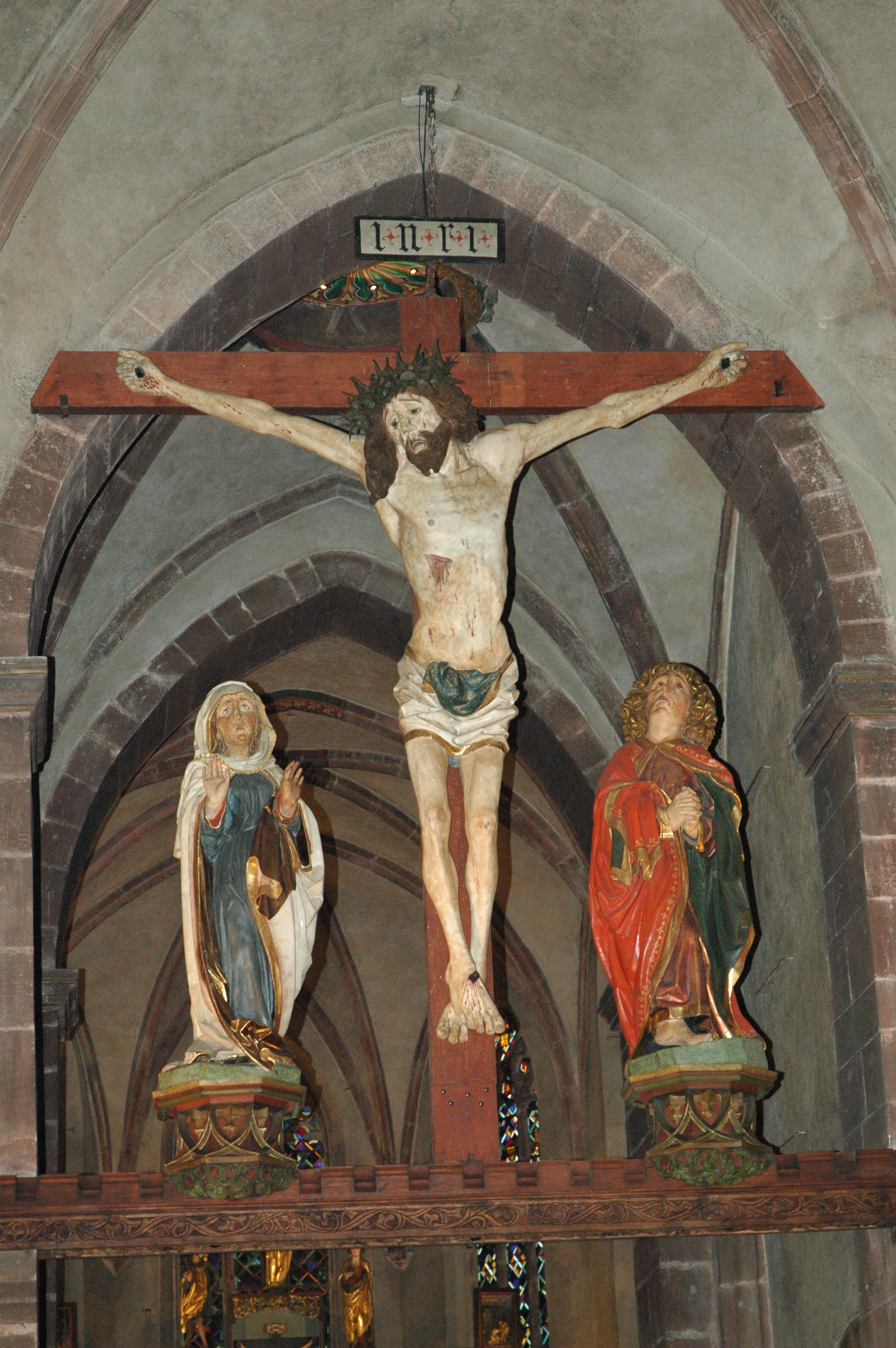
Église de l'Invention-de-la-Sainte-Croix de Kaysersberg, XVe siècle.
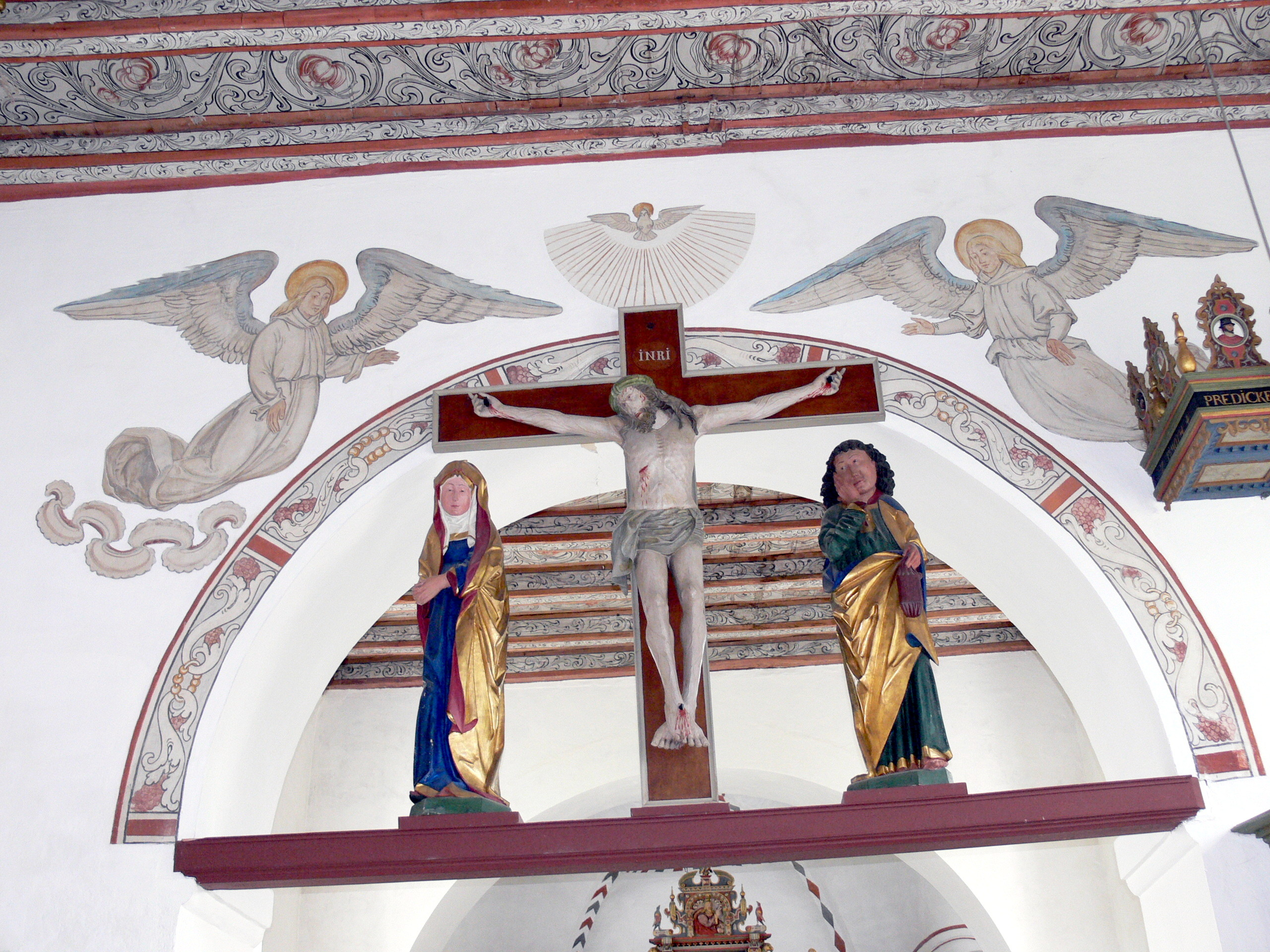
Église de Brøns (Danemark), vers 1500.
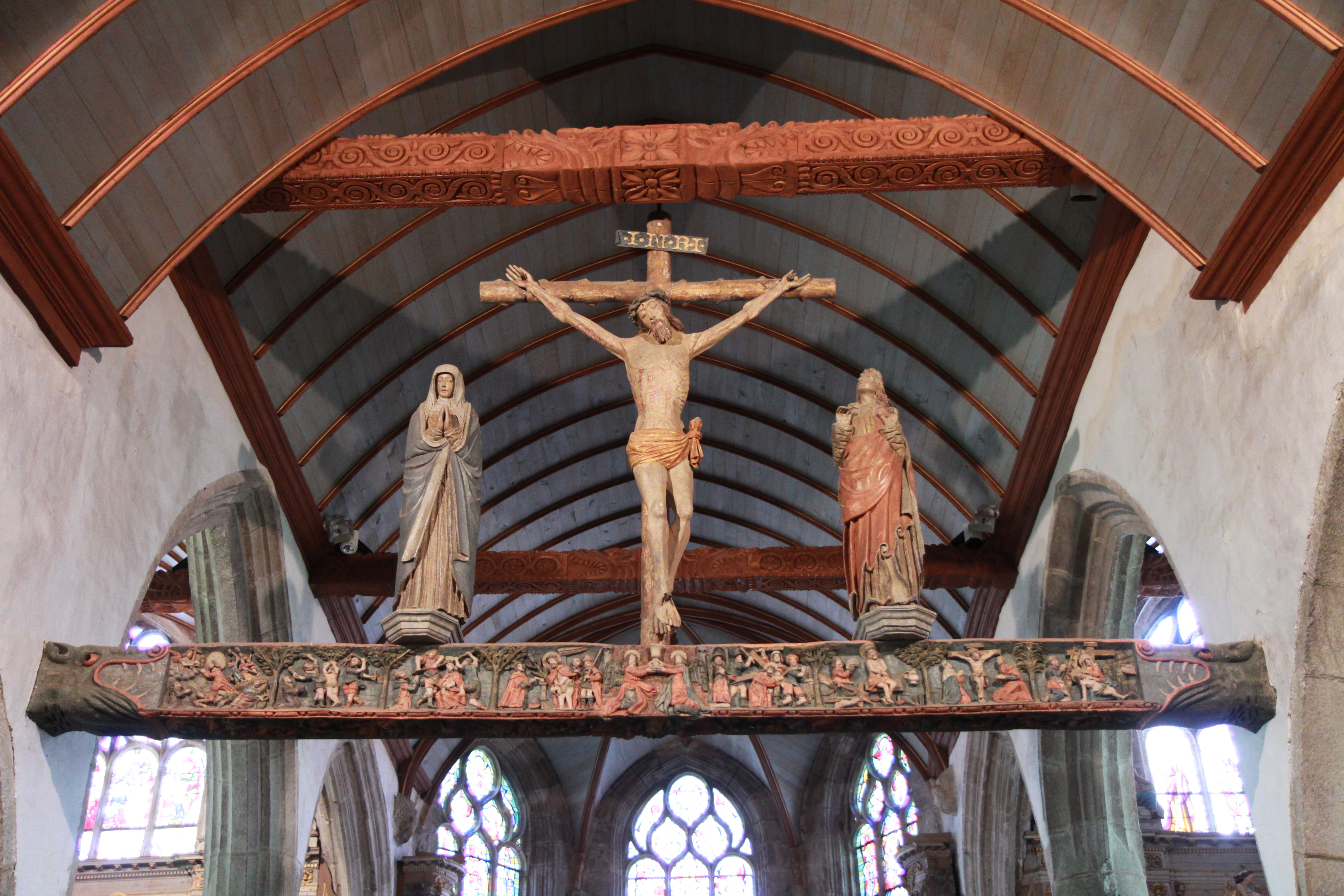
L'église Notre-Dame, XVIe siècle Lampaul-Guimiliau (Finistère).
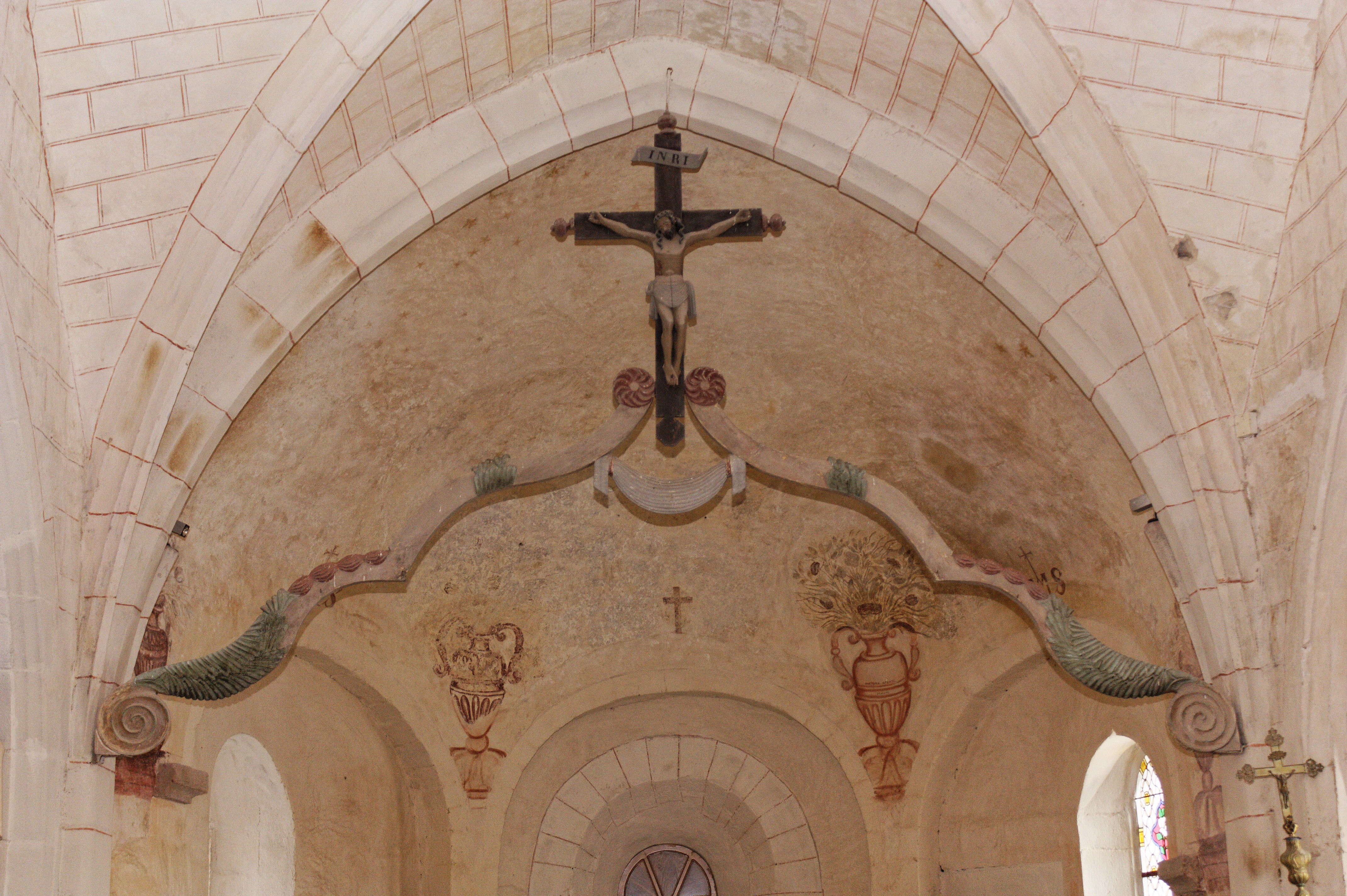
La Création du Monde Église de l'Assomption-de-la-Vierge de Montarcher, XVIe siècle.
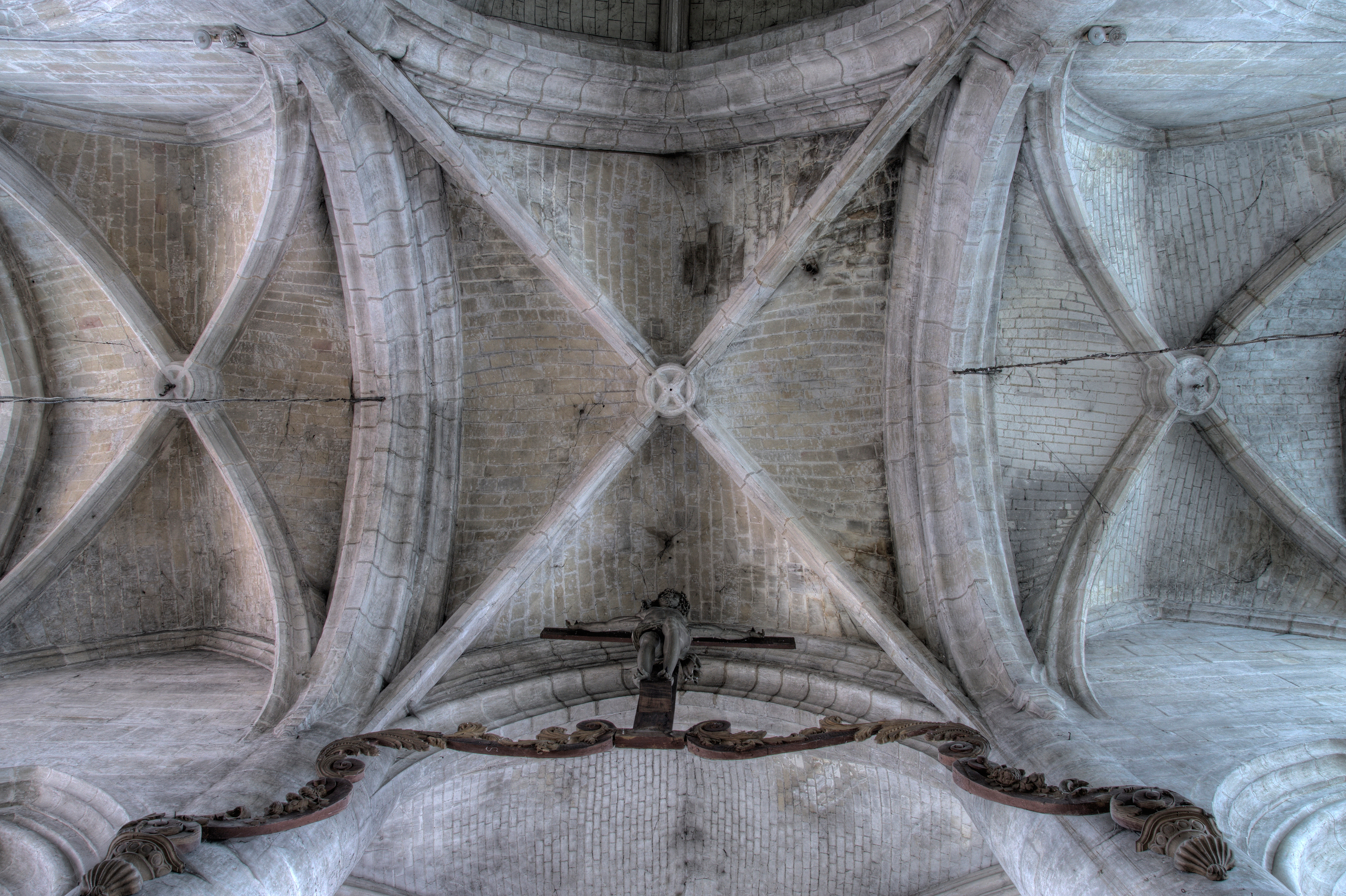
Église Saint-Laurent d'Éclaron XVIIIe siècle, (Haute-Loire).
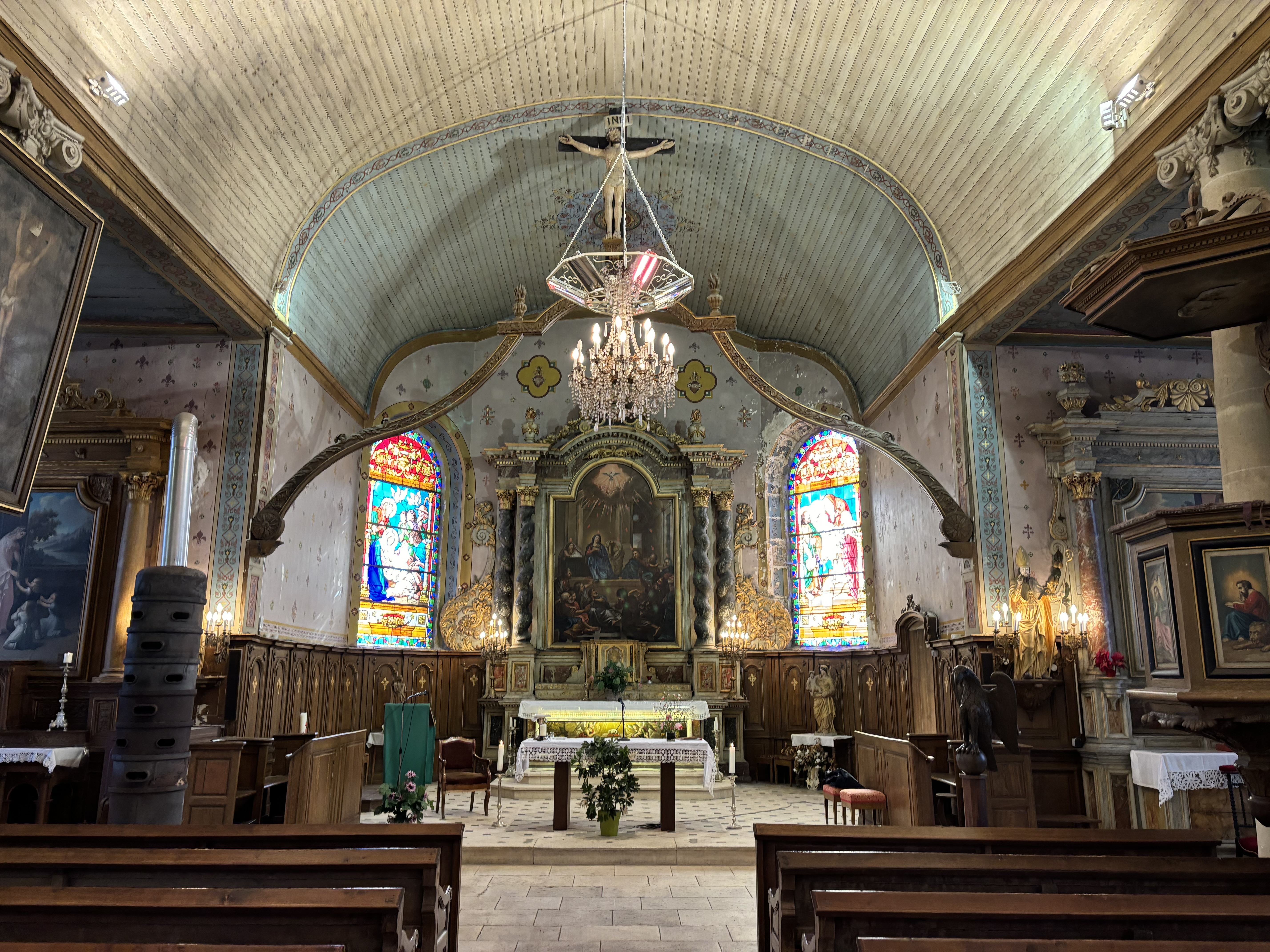
Église Saint-Amand de Rarécourt (Meuse), fin du XVIIIe siècle.